# مبروك زايد
مبروك زايد حارس مرمى سعودي سابق من مواليد الرياض 11 فبراير 1979 لعب لنادي الاتحاد والمنتخب السعودي.

## بداياته
كانت بداياته في نادي الرياض.

### مع نادي الاتحاد السعودي
انتقل لنادي الاتحاد في جدة وحقق الكثير من الألقاب معه كما شارك مع ناديه الاتحاد في مونديال كأس العالم للأندية في اليابان 2005م.
حقق مع نادي الاتحاد السعودي لقب بطولتين دوري أبطال آسيا عام 2004 ولعام 2005

### مع المنتخب السعودي
- شارك في كأس العالم للشباب عام 1999 في نيجيريا.
- شارك مع المنتخب السعودي الأول كحارس أساسي في مونديال ألمانيا 2006 م بالإضافة إلى مشاركته في كأس العالم لكرة القدم 2002

1. وصلة خارجية	مبروك زايد

## الحياة الشخصية
هو شقيق اللاعب إبراهيم زايد .

## روابط خارجية
- مبروك زايد على موقع الاتحاد الدولي (مؤرشف)  (الإنجليزية)
- مبروك زايد على موقع قاعدة بيانات كرة القدم.إي يو (الإنجليزية)
- مبروك زايد على موقع ناشيونال فوتبول تيمز (الإنجليزية)
- مبروك زايد على موقع كووورة